# 순창 구암사 은행나무
순창 구암사 은행나무(淳昌 龜巖寺 은행나무)는 대한민국 전북특별자치도 순창군 복흥면 봉덕리, 구암사에 있는 은행나무이다. 2004년 9월 10일 전라북도의 기념물 제121호로 지정되었다.

## 개요
이 은행나무는 조선태조 이성계의 스승인 무학대사가 구암사를 방문했던 일을 기념하고 조선 태조의 안녕과 왕조의 번창을 염원하는 뜻에서 심었다고 전한다. 나무의 높이는 36m이고 가슴둘레는 5m이며, 수형이 곧고 건장하다. 열매는 10월쯤 수확하며 약용이나 약재로 사용한다.
구암사는 백제 무왕37년(서기 636년)에 창건, 조선태조 원년에 중창하였으며 무학대사가 이곳을 방문했을 때 붓처럼 우뚝 솟은 문필봉을 가리키며 후세에 선승과 문인이 많이 배출될 것을 예언했다는 전설이 있으며, 이 예언과 같이 화엄종주 백파선사와 설파선사, 영호 박한영 스님 등 불교계의 거두가 많이 배출되었다.
6.25 전쟁때 사찰 및 주변의 숲이 많이 소실되었음에도 불구하고 이 은행나무는 피해를 입지 않고 현재까지 보존되고 있다.

## 참고 자료
- 구암사의 은행나무 - 국가유산청 국가유산포털